# Анатолій Дніпров
Анатолій Дніпро́в (псевдонім; справ. Анатолій Петрович Міцке́вич, 17 листопада 1919, Дніпро — 7 жовтня 1975, Москва) — радянський письменник-фантаст українського походження. Більшість його творів видано російською, українською перекладено збірки «Рівняння Максвелла» і «Суєма». Його повісті й оповідання також перекладено англійською, німецькою, іспанською, французькою, литовською, чеською, естонською, польською.

## Біографія
Анатолій Міцкевич народився 18 листопада 1919 року в Дніпропетровську (сучасний Дніпро). Закінчив фізичний факультет МГУ в 1941 році, але через початок Німецько-радянської війни замість роботи за фахом пішов на фронт. Міцкевич виконував завдання Головного розвідуправління Червоної Армії, служив шифрувальником проти штабу Роммеля в Північній Африці, потім працював в Італії. Отримав звання лейтенанта. При підписанні капітуляції гітлерівської Німеччини в Карлсхорсті Міцкевич був перекладачем маршала Жукова. Після демобілізації почав займатися науковою діяльністю, працював в Академії наук СРСР, в оборонному науково-дослідному інституті, здобув ступінь кандидата фізико-математичних наук. Молодість Анатолія Петровича відбитися на його майбутній творчості, антивоєнній тематиці й розгляду проблеми відповідальності вченого за свої відкриття. Від назви рідного міста Міцкевич утворив псевдонім, під яким і відомий — Дніпров.
Дніпров опублікував свій перший фантастичний твір порівняно пізно, майже в сорок років. Ним став «Корабельна аварія» 1958-го року. Незабаром з'явилася невелика повість «Суєма» (1958) — один із перших творів про розумних роботів у радянській фантастиці. В оповіданні «Краби йдуть по острову» Дніпров застосував закони дарвінівської еволюції щодо самовідтворюваних роботів. У 1960-у році ці твори ввійшли до першої книги Дніпрова — збірника повістей і оповідань «Рівняння Максвелла», який приніс йому визнання серед провідних радянських письменників-фантастів. В ній, в однойменному оповіданні «Рівняння Максвелла», автор одним з перших описав використання людського мозку як комп'ютера. Після розгромленої рецензентами статті про напівпровідники (де описувався запропонований ним неможливий прилад) Дніпров покинув наукову діяльність.
На початку 1960-х Дніпров влаштувався у редакцію журналу «Техніка-молоді» завідувачем з науково-фантастичного розділу, потім був науковим редактором і науковим оглядачем, членом редколегії журналу. У цей час увага автора перемкнулася на молекулярну біологію та проблеми маніпулювання психобіологічними функціями людини. Цьому була присвячена зокрема повість «Глиняний бог» (1963), в якій розповідається про заміну атомів вуглецю в основі хімічної структури живого організму на кремній та створення на їх основі бойових кіборгів. У подібному ключі написані оповідання «П'ятий стан» (1961), де вчені намагаються створити синтетичну живу клітину; «Ферма» Станлеї" (1964) і «Трагедія на вулиці Парадіз» (1961) вперше у вітчизняній фантастиці описали клонів. Розвиваючи тему інженерної біології, письменник впритул підійшов до проблеми можливості цілеспрямованого втручання в сферу емоцій і свідомості. Так, у оповіданнях «Банка без наклейки» (1964), «Голова напрокат» (1965), «Людина для архіву» (1967), «Пророки» (1970) розповідається про «нейтринну теорію мислення, про хімічну природу пам'яті, про електронну природу нервового імпульсу». Невелике оповідання «Формула безсмертя» (1962) представляє собою віяло оригінальних (для свого часу) науково-фантастичних ідей і гіпотез щодо запису і відтворення свідомості, отримання дітей в штучної апаратурі, зміни «програми розвитку» людини, записаної в ДНК — з метою усунення старості і смерті. Також Дніпров писав памфлети («Світ, у якому я зник», 1961) і гумористичні оповідання («Кінець „Рудої хризантеми“», 1963; «Інтерв'ю з регулювальником вуличного руху», 1964).
Впродовж останнього десятиріччя життя Дніпров працював в московському науково-дослідному інституті інтроскопії (1967-68 рр), Інституті економіки і міжнародних відносин, жив в Москві. У ці роки Анатолій Дніпров все більш став цікавитися проблемами часу. Цьому присвячені стаття «Час тече вперед», оповідання «Там, де закінчується річка» (1966) і «Смішний баобаб» (1970). В них автор просуває ідею, що часу підвладне все, в тому числі людське життя, але непідвладна пам'ять нащадків.
Помер у 1975 році в Москві.